# Auletobius
Genre
Auletobius est un genre d'insectes de l'ordre des coléoptères (insectes possédant en général deux paires d'ailes incluant entre autres les scarabées, coccinelles, lucanes, chrysomèles, hannetons, charançons et carabes), de la famille des Attelabidae.

## Liste d'espèces
Selon ITIS :
- Auletobius ater (LeConte, 1876)
- Auletobius cassandrae (LeConte, 1876)
- Auletobius congruus (Walker, 1866)
- Auletobius humeralis (Boheman, 1859)
- Auletobius laticollis (Casey, 1888)
- Auletobius mariposae (Zimmerman, 1932)
- Auletobius nasalis (LeConte, 1876)
- Auletobius rufipennis (Pierce, 1909)
- Auletobius viridis (Pierce, 1909)